# 이찬승
이찬승(李贊承, 1949년 9월 10일 ~ )은 대한민국의 기업인, 교육사업가이다.

## 생애
1949년 경북 풍기에서 태어나 서울대학교 사범대학 수학교육과를 졸업하였다. 고등학생 시절부터 영어에 큰 흥미를 느껴 TIME잡지를 구독하고, 새벽 영어 학원을 다녔다. 대학을 졸업하고 조광무역 수출부와 삼성전자 수출부에서 근무하였다. 무역업에 종사하며 비지니스 영어의 필요성을 절감한 그는 1978년 한국 최초의 영어종합 학습지인 '무역영어 일간지'를 만들었고, 1980년 능률영어사(현 NE능률)을 설립하였다. 현재 비영리공익단체인 「교육을 바꾸는 사람들」의 대표다.

## 경력
- 1976. ~ 1978. (주)조광무역 수출부 근무 수출부
- 1979. (주)삼성전자 수출부 근무 수출부
- 능률영어사 설립, 대표이사 사장
- 1998.09 영자신문Teenstreet 발행인
- 2001.03 인터넷 영어종합병원(www.englishcare.com) 개설
- 2004.03 능률영어사가 '능률교육'으로 사명변경
- 2009.08 21세기교육연구소 소장